# Filólogo de Sínope
Filólogo de Sinope (em latim: Philologos) é um dos Setenta Discípulos. Ele é citado no Novo Testamento em «Saudai a Filólogo, a Júlia, a Nereu e a sua irmã, a Olimpas e a todos os santos que estão com eles.» (Romanos 16:15). 
Segundo a tradição cristã, a apóstolo André consagrou-o bispo de Sinope, uma cidade na região do Mar Negro. 

## Fonte
Assim como diversos outros santos, Filólogo teve sua vida contada no livro Prólogo de Ohrid, de São Nikolai Velimirovic.